# Marie-Victoire d'Avril
Marie-Victoire Davril, född 1755, död 1820, var en fransk målare.  Hon är främst känd som pastellist. 